# Courtalain
Courtalain is een plaats en voormalige gemeente in het Franse departement Eure-et-Loir in de regio Centre-Val de Loire. De plaats maakt deel uit van het arrondissement Châteaudun. 

## Geschiedenis
De gemeente is op 1 januari 2017 gefuseerd met in de gemeenten Arrou, Boisgasson, Châtillon-en-Dunois, Langey en Saint-Pellerin tot de Commune nouvelle d’Arrou, die sinds 1 januari 2023 Vald'Yerre heet.

## Geografie
De oppervlakte van Courtalain bedraagt 2,5 km², de bevolkingsdichtheid is 223,2 inwoners per km².
De onderstaande kaart toont de ligging van Courtalain met de belangrijkste infrastructuur en aangrenzende gemeenten.

## Demografie
Onderstaande figuur toont het verloop van het inwonertal.